# Medina Azahara
Medina Azahara és una banda de rock espanyola, reconeguda com una de les agrupacions més emblemàtiques de l'anomenat rock andalús. La banda es va formar en 1979 a Còrdova, Andalusia, per Manuel Martínez (veu), Pablo Rabadán (teclats), Manuel S. Molina (baix), José A. Molina (bateria) i Miguel Galán (guitarra).
Van ser llançats al gran públic per Rafael Martín Parraga, en la fira de Setembre de Còrdova.
I el nom ve de la ciutat califal Madīnat al-Zahrā pròxima a Còrdova.
El grup hauria venut uns dos milions de discos fins a l'any 2003.

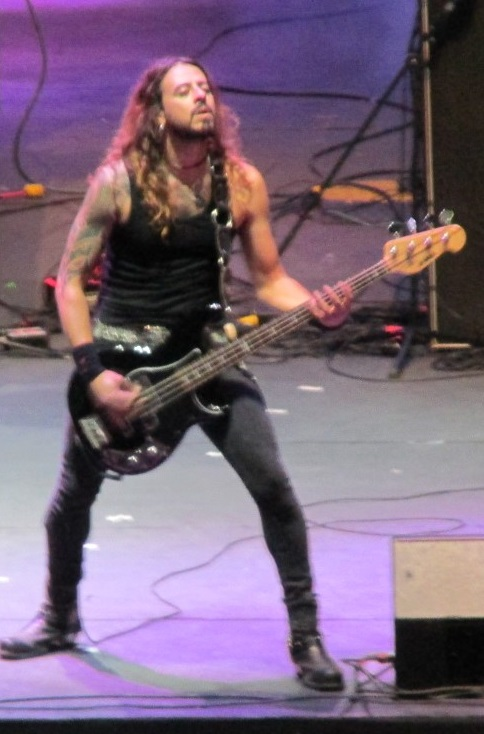
El baixista Juanjo Cobacho a Bogotà, Colòmbia, 2014.

## Membres de la banda
| Formació actual - Manuel Martínez – Veu (1979–presente) - Paco Ventura – Guitarra i veus (1989–present) - Álvaro Coronado – Baix i veus (2021–present) - Manuel Ibáñez – Teclats i veus (1999–present) - Fernando Prats – Bateria (2023–present) | Antic membres - Miguel Galán – Guitarra (1979–1988) - Manuel S. Molina – Baix (1979–1984). (Fallecido en 2019) - Randy López – Baix (1984–1992) - José Miguel Fernández – Baix (1992–2006) - Pepe Bao – Baix (2006–2008) - Charly Rivera – Baix (2008–2012) - Jose A. Molina – Bateria (1979–1990) - Manu Reyes – Bateria (1990–2012) - Pablo Rabadán – Teclats (1979–1985, 1988–1994) (Fallecido en 2022) - Antonio Fernández – Teclats (1985–1988) - Alfonso Ortega – Teclats (1994–1999) - Juanjo Cobacho – Baix (2012–2021) - Nacho Santiago – Bateria (2012–2022) |

Cronologia

## Discografia

### Estudi
- Medina Azahara (1979)
- La esquina del viento (1981)
- Andalucía (1982)
- Caravana española (1987)
- En Al-Hakim (1989)
- Sin tiempo (1992)
- Dónde está la luz (1993)
- Árabe (1995)
- Tánger (1998)
- XX (2000)
- Tierra de libertad (2001)
- Aixa (2003)
- La estación de los sueños (2005)
- Se abre la puerta (2007)
- Origen y leyenda (2009)
- La historia continúa (2011)
- La memoria perdida (2012)
- Las puertas del cielo (2014)
- Paraíso prohibido (2016)
- Trece Rosas (2018)[4]
- Llegó el día (2021)
- El sueño eterno (2023)

### En directe
- En directo (1990)
- A toda esa gente (1996)
- En escena... (2008)
- 30 años y la historia continúa (2011)

### Recopilacions
- Baladas (1999)
- Versión Original (2002) (CD y DVD)
- 25 Años (2005) (2 CD & DVD)
- Marcando el tiempo (2012)
- La cápsula del tiempo (2022) a Youtube[5] i webs musicals

### Discos en solitari
- Aventura (Paco Ventura) (1997)
- En cuerpo y alma (Manuel Martínez) (1998)
- Sol Navajo (Paco Ventura) (2009)
- Black Moon (Paco Ventura) (2015)
- Madre Tierra (Paco Ventura) (2019)
- Las hojas de otoño (Manuel Martínez) (2019)

### VHS & DVD
- En Concert (1994)
- En Gira (2001)
- Versió Original (2002)
- 25 Anys (2005)
- 30 anys i la història continua (2011)